# Tagliacozzo
Tagliacozzo là một đô thịthuộc tỉnh L'Aquila trong vùng Abruzzo của Ý. Ý. Đô thị này có diện tích 89 km², dân số tại thời điểm 31 tháng 12 năm 2004 là 6753 người. Các làng trực thuộc: Tremonti, Villa San Sebastiano, Gallo, Roccacerro, Sorbo, Colle San Giacomo, Poggio Filippo, San Donato, Poggetello. Các đô thị giáp ranh gồm: Capistrello, Cappadocia, Carsoli, Castellafiume, Magliano de' Marsi, pereto, Sante Marie, Scurcola Marsicana